# Église Saint-Martin de Montmédy
L'église Saint-Martin de Montmédy est l'église de la paroisse Saint-Martin située dans la ville haute de Montmédy.
Montmédy est une petite ville du nord-est de la France, en Lorraine, dans le département de la Meuse et à quelques pas de la frontière franco-belge. C'est dans la ville haute de Montmédy que se situe la paroissiale Saint-Martin. Cette partie de la cité, sur son piton rocheux, est entourée par une enceinte fortifiée. On doit ces fortifications à Charles Quint, qui, en 1545, voulut faire de cet endroit une base de résistance contre le royaume de France. Assiégée, la ville finit par se rendre aux Français en 1657. Vauban entreprit ensuite l'amélioration défensive dans la seconde moitié du XVIIe siècle, faisant de l'enceinte une des plus importantes du nord-est. On comprend alors que l'architecture à l'intérieur des fortifications soit en grande partie militaire.
Du haut de son rocher, l'église Saint-Martin et ses deux tours carrées sont visibles à des kilomètres à la ronde. Lorsque l'on franchit le pont donnant accès à la ville haute, on tombe presque nez à nez avec l'édifice. Son architecture imposante domine la place de l'Hôtel-de-Ville. Comme son nom l'indique, au XVIIe siècle, se trouvaient dans cette zone l'hôtel de ville ainsi que la sous-préfecture, tous deux détruits lors des bombardements du 5 septembre 1870.
L'actuelle église a été construite entre 1753 et 1756 à l'emplacement d'un plus petit édifice. Malgré les différentes restaurations, cette église a gardé beaucoup de son état primitif. Elle est classée au patrimoine.

## Histoire

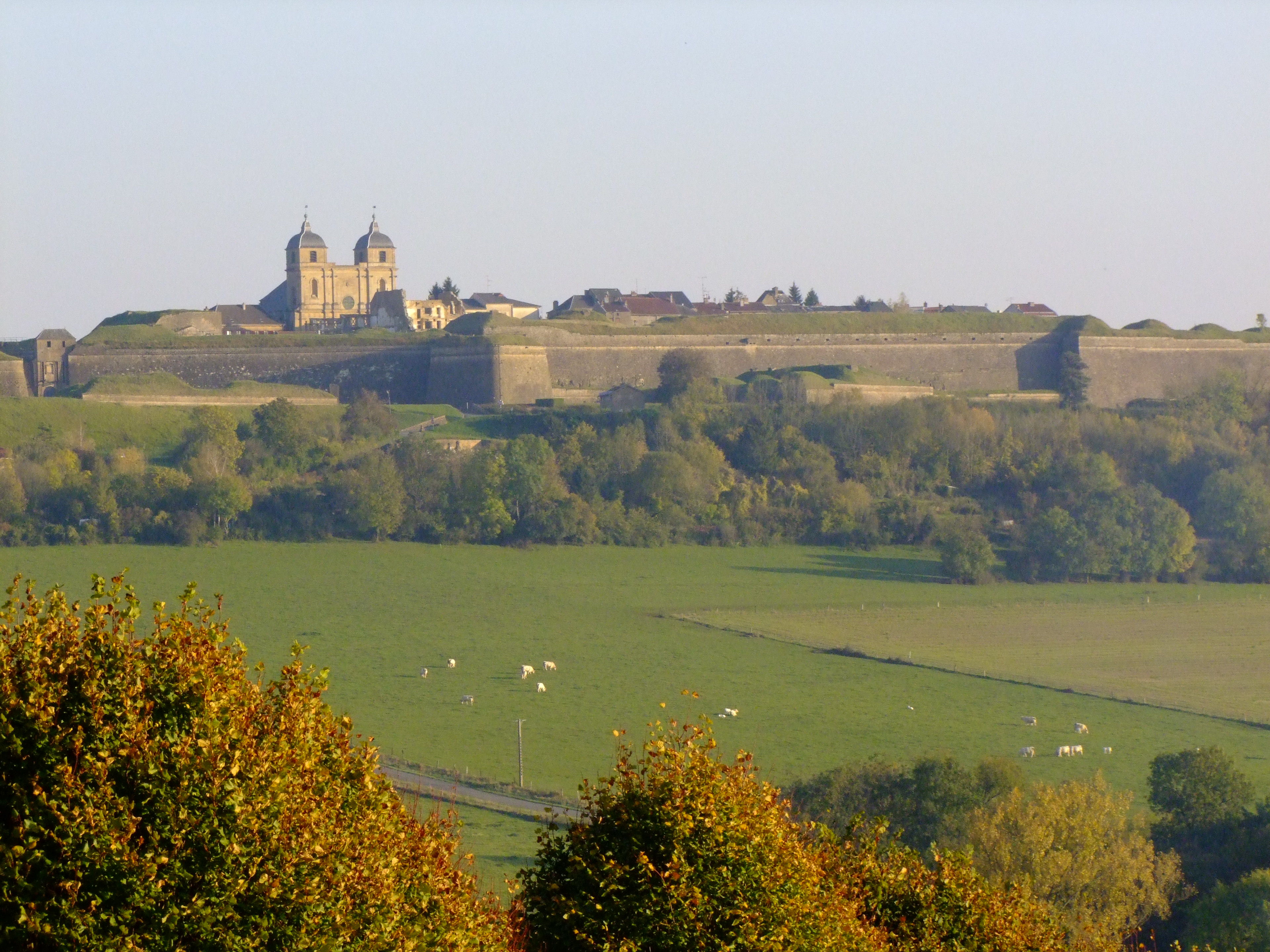
Citadelle de Montmédy.

### Édifice antérieur
L'église que l'on voit aujourd'hui n'est pas la première édifiée à cet endroit. En effet, un sanctuaire, entouré d'un cimetière, aurait déjà été présent au XIe siècle dans la partie haute de Montmédy. Ses origines sont assez floues mais les historiens sont certains qu'un édifice religieux se dressait à partir de 1156 à l'emplacement de l'église présente aujourd'hui. Ce monument était assez petit et pourvu d'une seule tour, plutôt élancée. D'après divers plans anciens de Montmédy, les chercheurs peuvent affirmer qu'il occupait environ l'emplacement compris entre les piliers intérieurs de l'édifice actuel. Au XVIIIe siècle, lorsque Vauban renforça les fortifications, l'arrière de l'église fut retranché pour permettre l'élargissement de la voie du rempart qui lui était contigüe.
L'église actuelle est donc construite sur les substructions d'une église plus modeste qui datait vraisemblablement du XIIe siècle.

### Construction de l'édifice actuel
Peu à peu, l'église du XIIe siècle, dans la ville haute de Montmédy, devint trop exigüe pour accueillir tous les citoyens, dont le nombre ne cessait d'augmenter. De plus, l'édifice n'avait subi aucune restauration importante au fil des siècles, si bien qu'en 1748 elle était dans un état lamentable : « les habitants se plaignaient de l'état défectueux […], de la toiture entièrement pourrie […], du pavé gâté de leur église ». Comme la situation ne s'arrangea guère dans les années suivantes, l'archevêque de Trêves interdit l'accès au bâtiment le 23 juillet 1751. Entretemps, un nouveau curé avait été nommé. Il s'agissait de l'abbé Nicolas-Joseph Manard. Il multiplia les démarches auprès de l'Intendant et de la Municipalité pour faire réparer l'édifice. Mais on se rendit compte rapidement qu'il ne servait à rien de restaurer une ruine. Il était plus avantageux d'en construire une nouvelle. C'est ainsi que, à partir de 1745, l'idée d'une église neuve germa dans les esprits des Montmédiens.
Il s'agissait surtout de construire un édifice plus vaste, capable de recevoir l'entièreté de la population. Pour agrandir l'espace de culte, il était donc nécessaire d'employer le cimetière environnant. Celui-ci fut alors déplacé à l'extérieur des murs, à l'endroit qu'il occupe aujourd'hui. La question financière retarda beaucoup le commencement des travaux. L'abbaye d'Orval fut d'une grande aide en intervenant pour environ 34 % des dépenses.
Les projets furent donc lancés et les opérations purent débuter. Le 14 juin 1753 eut lieu l'adjudication des travaux en faveur de Jacques François Lelièvre, entrepreneur des fortifications de la cité. On confia également les projets à l'architecte Chambeaux et à l'inspecteur des chaussées Feunette. La construction dura quelques années mais il existe des divergences entre les auteurs concernant les dates. Les travaux ont probablement commencé en 1753. Néanmoins, la date gravée sur le portail central est 1756. Il s'agirait donc là de l'année durant laquelle les travaux s'achevèrent.
Dans ce qui devint alors l'ancien cimetière, se dressait une chapelle. Cette chapelle, dite de Malandry, fut construite en 1598 par Jean III d'Allamond, gouverneur de Montmédy. Elle était destinée à accueillir les corps de la famille. Au lieu de la détruire ou de la déplacer dans le nouveau cimetière, il fut décidé de la laisser en état et de l'incorporer à la nouvelle église. On fit le choix de l'accoler au collatéral nord de l'église Saint-Martin.
On décida d'ajouter, peu après la fin de la construction de l'église, une sacristie sur le côté droit du chœur. L'adjudication de ces travaux revint à un sieur Michel. Dans des contrats plus tardifs de 1779, on cite encore des travaux concernant la sacristie. On peut en déduire que la construction avait pris un certain retard.

### Travaux et restaurations

#### XIXesiècle
En 1827, une partie des pavés de l'église sont remplacés. Mais les documents ne permettent pas d'identifier la partie dont il s'agit. Trente ans plus tard en revanche, en 1857, on sait que l'on procède à la pose de nouvelles dalles dans les bas-côtés.
L'église subit les bombardements allemands de 1870. La toiture est défoncée et les fenêtres brûlées. En 1871, on pose donc de nouveaux vitraux et on entreprend, en 1874, la réparation des couvertures ainsi que la consolidation des voûtes. Cette initiative de renforcement est la première d'une longue série.

#### XXesiècle
On sait que, peu avant 1940, la toiture est encore en restauration. Les travaux sont interrompus par la Seconde Guerre mondiale. Les bombardements touchent rudement la tour nord de l'église. Une fois la guerre achevée, en 1948, il faut à nouveau revérifier toutes les couvertures meurtries et la charpente fragilisée. On ajoute également de nouvelles verrières.

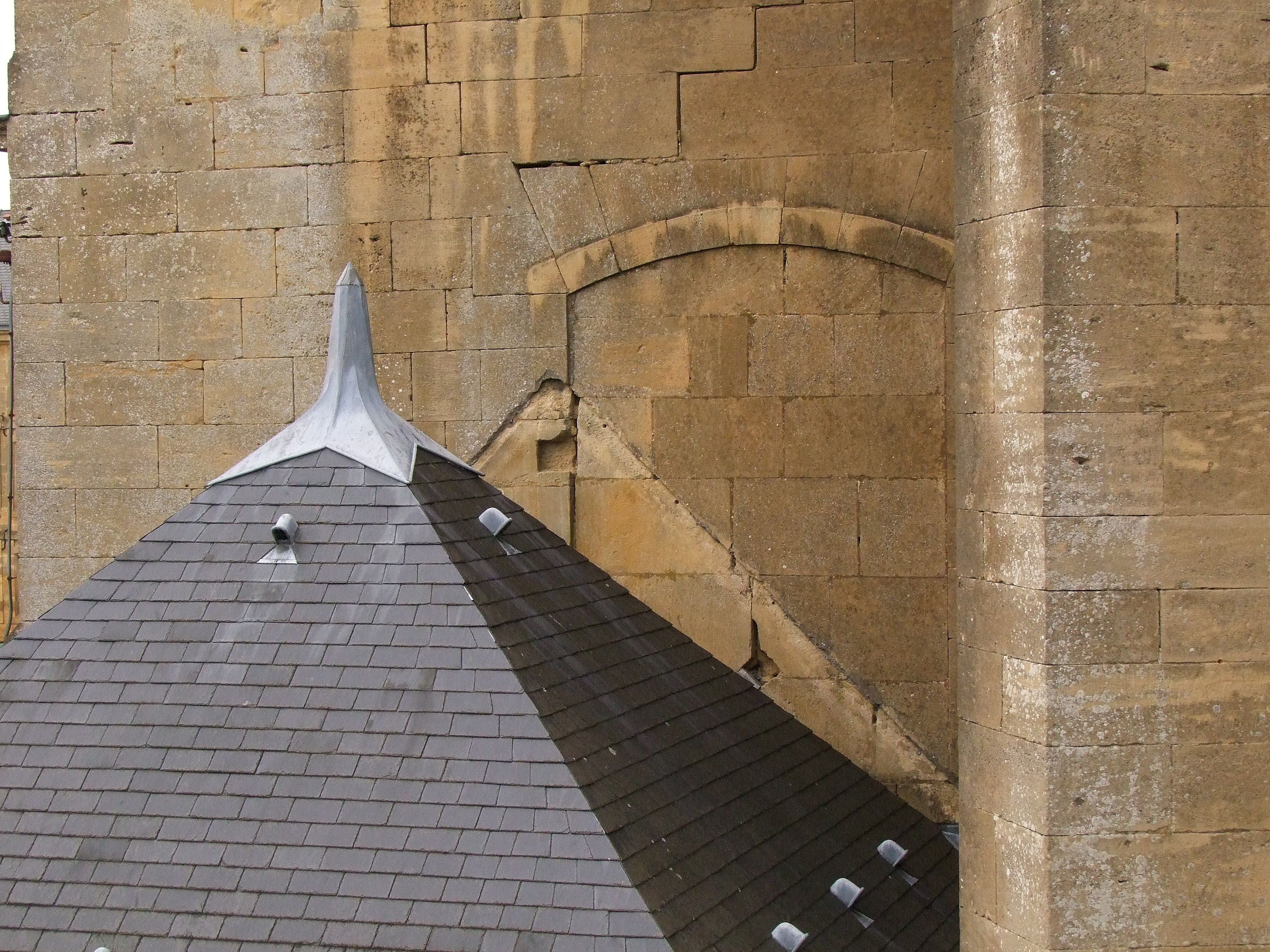
Traces de l'ancienne toiture de la sacristie.

En 1974, on entreprend des travaux de plus grande ampleur. Il est décidé de consolider le perron ouest mais surtout la voute de la nef. Pour ce faire, l'architecte Jean Rocard construit des arcs-boutants dans les combles des bas-côtés. Les contreforts deviennent alors les culées de ces arcs dissimulés sous la toiture. À cette époque, la couverture des deux tours est réparée et leur charpente renforcée.
L'architecte Goutal entreprend de nettoyer l'intérieur du bas-côté sud et lui restitue ses badigeons et sa polychromie. Ces travaux ont lieu entre 1984 et 1990.
Pour la quatrième fois en cent vingt ans, on procède à la réfection des couvertures des tours, une nouvelle fois endommagées. Les échafaudages mis en place pour l'occasion servent également à restaurer toute la façade ouest. Ces opérations durent environ quatre ans, entre 1992 et 1996.
À peine le massif occidental remis en état, l'architecte Goutal s'attaque en 1997 à la couverture et à la charpente de la chapelle de Malandry ainsi qu'à celle de la sacristie. Le toit de cette dernière était à l'origine à trois versants et rejoignait le mur du collatéral en retour d'équerre du chœur, comme l’attestent les traces sur ce mur. L'architecte a modifié la toiture pour aboutir à un toit en pavillon. Il donne aussi à ces deux salles un plafond en plâtre.

#### XXIesiècle
De 2001 à 2005, la charpente et la couverture de la nef et du chœur sont entièrement et durablement restaurées. Ces travaux s'avéraient essentiels avant d'entreprendre la restauration des intérieurs qui a débuté en 2008.
Le 27 octobre 2013, une messe de bénédiction et un concert inaugural ont célébré le retour de l'orgue en l'église de la citadelle, concert donné par Olivier Vernet, titulaire du Grand Orgue de la cathédrale de Monaco.

## Description
Il s'agit ici de dresser une description de l'état primitif de l'église, c'est-à-dire peu après la fin de sa construction, en 1756.

### Plan et volumétrie générale

#### Plan
L'église Saint-Martin de Montmédy est orientée. L'édifice est composé d'une nef à trois vaisseaux divisée en cinq travées. Le vaisseau central, deux fois plus large que les collatéraux, s'ouvre sur un chœur très court à chevet pentagonal. La dernière travée est incluse dans le chœur pour former un espace plus grand, clairement délimité par une dénivellation et une grille. Cette séparation se prolonge dans les collatéraux puisque les dernières travées, de part et d'autre du chœur, servent de chapelles. En conséquence, la nef forme un carré de quatre travées de côté.
À cette volumétrie s'ajoute la chapelle de Malandry, sur le bas-côté nord, à hauteur de la troisième travée. Sa surface est presque identique à celle d'une travée de collatéral. Il est possible d'y accéder de deux façons. L'une des entrées donne sur l'extérieur, du côté ouest, et l'autre donne sur l'intérieur de l'église. Il suffit de franchir une petite grille depuis le collatéral nord.
La sacristie est accolée à la droite du chœur, dans le prolongement du collatéral. L'accès se fait par le côté sud du chœur.

#### Couverture
La toiture est constituée de deux croupes et composée d'ardoises. Le toit couvre donc les collatéraux et la nef d'un pan continu. En considérant uniquement ce point de vue extérieur, on peut parler de nef-halle. Mais à la suite de l'analyse de l'intérieur, il faudra nuancer ce terme.  La toiture des deux tours est formée de courbes et contre-courbes. Il s'agit donc de toits à l'impériale de section carrée.

#### Circulation
On accède à l'intérieur de l'édifice par la façade ouest, dans laquelle sont percées la porte principale, ainsi que deux autres portes, secondaires et plus modestes. Une fois monté les quelques marches donnant sur le perron et passé une des portes, il faut ensuite franchir le tambour. Le plus imposant se trouve naturellement au centre, derrière la porte axiale. À l'intérieur, la circulation est libre entre les bas-côtés et le vaisseau principal, à l'exception de la dernière travée. En effet, comme décrit plus haut, les dernières travées de collatéral sont occupées par des chapelles. Celles-ci sont séparées du chœur par les stalles et du reste du bas-côté par une grille en fer forgé. Enfin, il est possible d'accéder au jubé – qui se trouve dans la première travée et s'ouvre sur le vaisseau principal – par deux escaliers à vis situés dans les angles de la façade ouest. Ces escaliers permettent aussi de monter plus haut dans les tours du massif occidental, jusqu'aux charpentes et aux cloches.

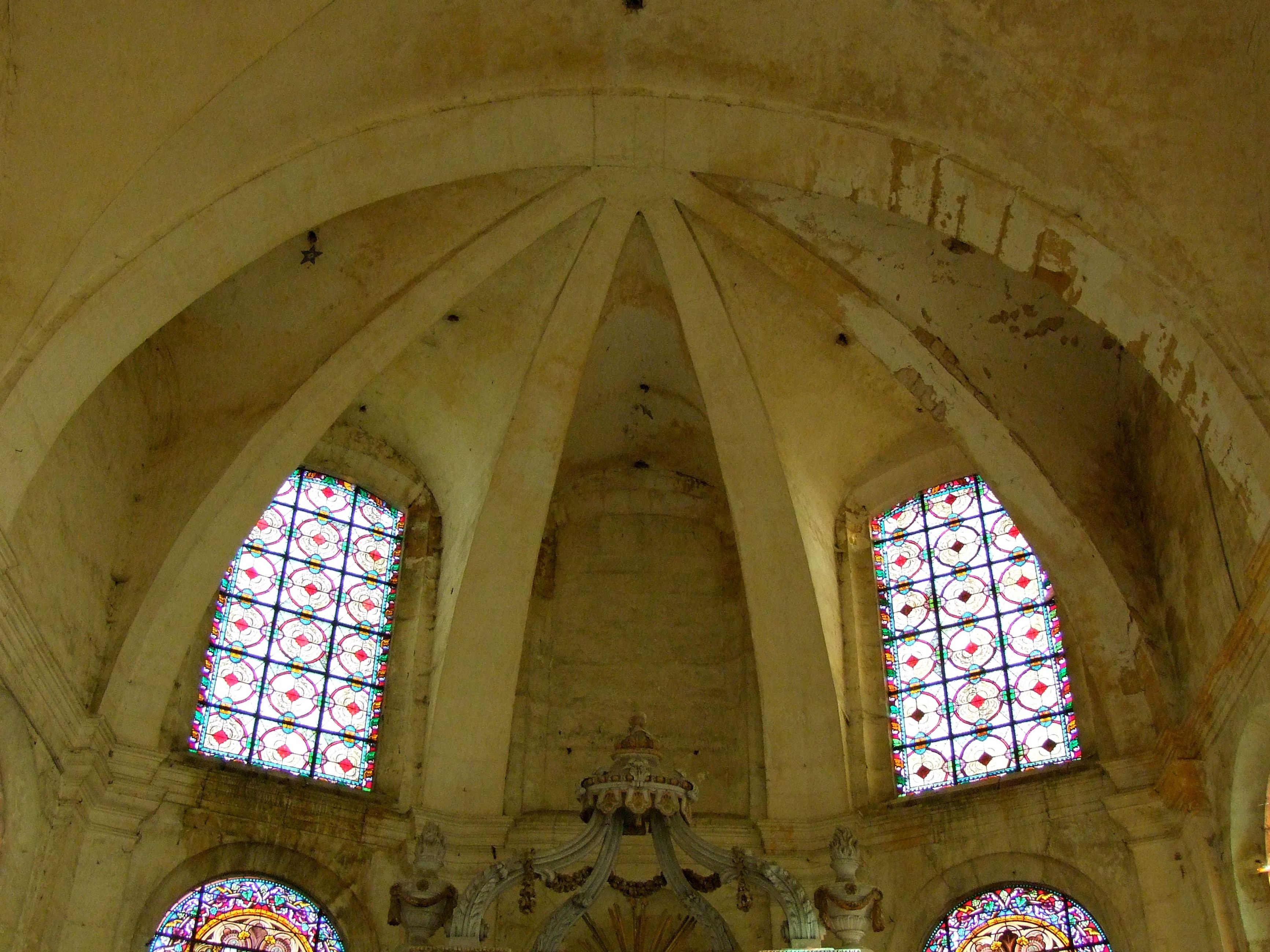
Voûte du chœur.

#### Couvrement intérieur
Il est particulièrement homogène puisqu'il s'agit partout de voûtes d'arêtes, une au-dessus de chaque travée. La voûte de l'abside est quant à elle formée par quatre nervures très marquées qui rejoignent le dernier arc doubleau du transept.

### Élévation

#### Extérieur

##### Matériaux
Le matériau utilisé pour le gros-œuvre est le calcaire lorrain. Au XIIIe siècle les carrières exploitées dans les environs de Montmédy étaient celles du Haut-des-Forêts. La pierre qui y était extraite s'assimile à ce qu'on appelle aujourd'hui la pierre de Jaumont, dont la couleur jaune-ocre bien spécifique lui vaut le surnom de « pierre du soleil ». Elle est ici utilisée dans tout le gros-œuvre comme pierre de taille. Le mortier est composé de sable d'origine locale et de terre grasse.

##### Façade principale
L'église est composée d'un important massif occidental, muni de deux tours carrées. Cet avant-corps imposant ne laisse rien voir de l'organisation spatiale de la nef juste derrière. La façade est d'une grande sobriété et rythmée par des lignes horizontales et verticales bien marquées. En effet, elle se divise en deux registres, de hauteurs égales, rythmés par six pilastres superposés. Ces pilastres sont toscans dans le registre inférieur et ioniques dans le registre supérieur. Respectant ces ordres, la frise inférieure est composée de triglyphes et métopes alors que la frise supérieure est continue.
À l'origine, la façade était précédée non pas d'un seul perron comme c'est le cas aujourd'hui mais de trois, chacun donnant accès à une porte. Le perron central disposait de marches sur ses trois côtés alors que les perrons secondaires n'en avaient que sur leur côté extérieur.

C'est sur la travée centrale, au premier registre, que se trouve l'entrée principale : une porte en bois à deux battants avec imposte. Juste au-dessus de la porte, dans un cartouche feuillagé, est gravée la date 1756, date de construction de l'église. Entre la frise ionique et la porte était sculpté, à l'origine, un ensemble représentant des armoiries dont la lecture et l'identification sont aujourd'hui impossibles.
Dans la partie centrale du second registre s'ouvre un oculus aussi large que l'entrée principale. Autrefois, il était surmonté d'un ensemble sculpté représentant les armes du 49e abbé d'Orval, l'abbé Albert de Meuldre. Les deux groupes sculptés qui se trouvaient dans la partie centrale ont été buchés par les révolutionnaires fin du XVIIIe siècle. 

De part et d'autre de cette travée, s'ouvrent les deux entrées secondaires, chacune disposée dans une tour. Les portes sont de même style que dans la partie centrale mais le cartouche en rocaille qui les surmonte ne porte pas d'inscription. Au-dessus est percé un oculus.
Dans le registre supérieur, au-dessus des portes secondaires, deux niches en arc en plein cintre sont percées. Chacune pourvue d'un socle, elles ne contiennent pourtant pas de statues. Plusieurs hypothèses sont valables concernant l'absence de statues : certains auteurs pensent qu'elles ont été volées lors de la période révolutionnaire alors que d'autres avancent qu'elles n'ont jamais existé.

##### Tours

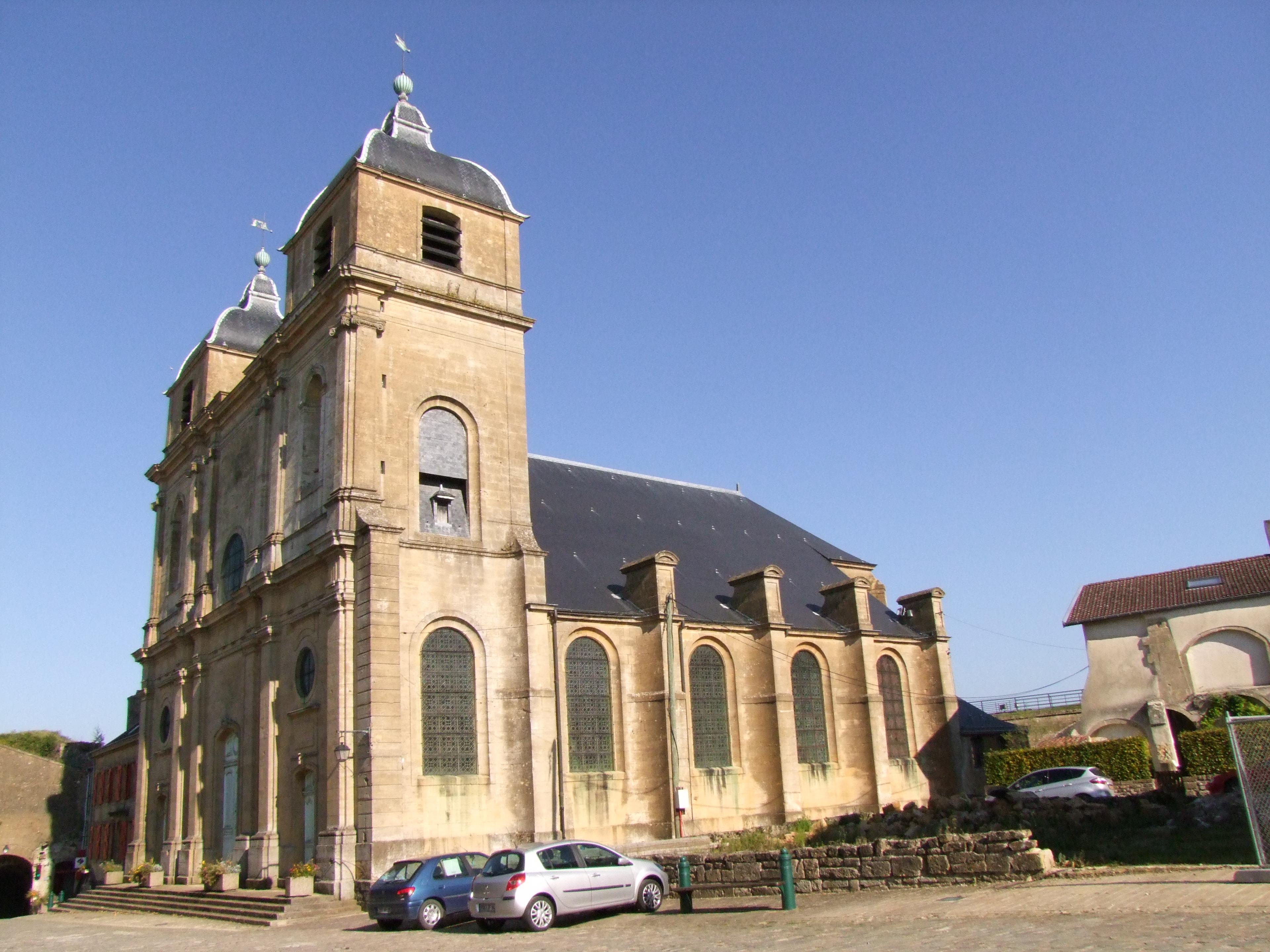
Façade sud et tours.

Les pans extérieurs des tours sont divisés en deux registres qui prolongent ceux de la façade principale. Le premier est percé d'une grande baie et dans le second registre une ouverture est obturée par un bardage d'ardoises à deux niveaux. Le niveau bas est incliné et doté d'une petite lucarne rampante à toit en pavillon. Un pilastre ionique  marque l'angle de gauche. Sur toute la hauteur de la tour, à gauche, sont percées six minuscules ouvertures rectangulaires. Elles servent à éclairer faiblement les escaliers qui montent aux clochers.
La partie supérieure des tours est environ deux fois plus courte que les registres. L'abat-son, présent sur tous les côtés, occupe presque toute la hauteur de cette partie. Le toit à l'impérial était surmonté d'une fléchette d'un autre type que ce que l'on voit aujourd'hui. Il s'agissait d'une flèche associée en son sommet à une croix qui se terminait par une fleur de lys.

##### Façades latérales

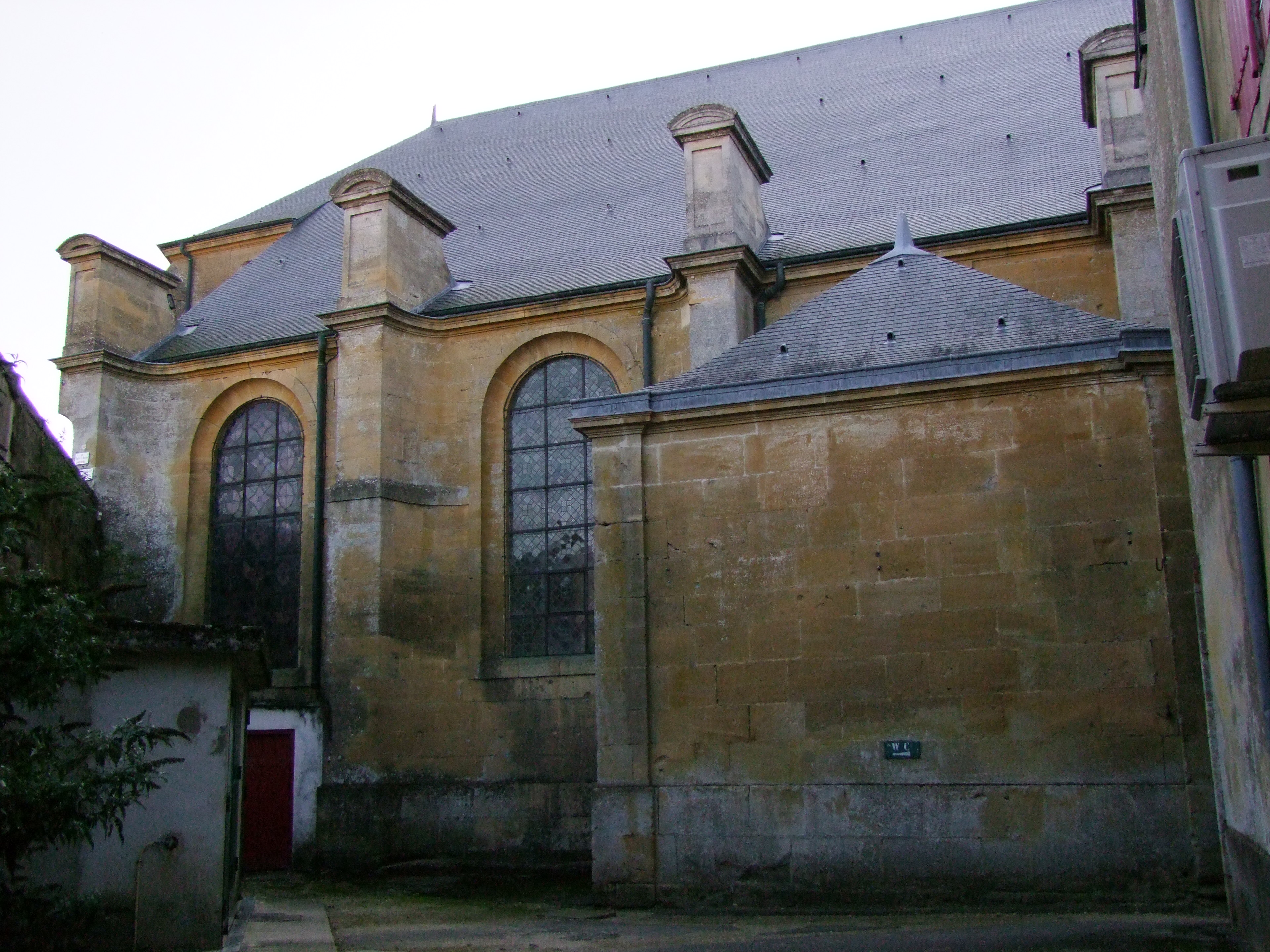
Façade nord et chapelle Malandry.

Les façades nord et sud sont divisées en cinq parties, la première faisant partie du massif occidental. Les espaces entre deux contreforts sont chaque fois occupés par une vaste fenêtre en arc en plein cintre. Les contreforts sont assez particuliers : ils sont reliés aux murs gouttereaux par un plan vertical cintré. De plus, l'élément supérieur de ces contreforts, un parallélépipède rectangle surmonté d'une sorte de toit demi-cylindrique, traverse la toiture.
Dans le prolongement de la façade sud est construite la sacristie. De plan carré, la sacristie a environ la même surface qu'une travée de collatéral. Son toit était à l'origine à trois versants comme on le voit grâce aux traces sur ce côté. Ces traces montrent également qu'il y avait sur ce pan de mur une baie, sans doute rebouchée pour la construction de la sacristie. Cette dernière, d'une grande simplicité, est dotée de deux fenêtres rectangulaires dans la façade sud et d'une autre dans la façade est, un peu plus grande. Mais si l'on observe le cadastre de 1848, on remarque que la sacristie était plus grande et qu'elle rejoignait presque le rempart.

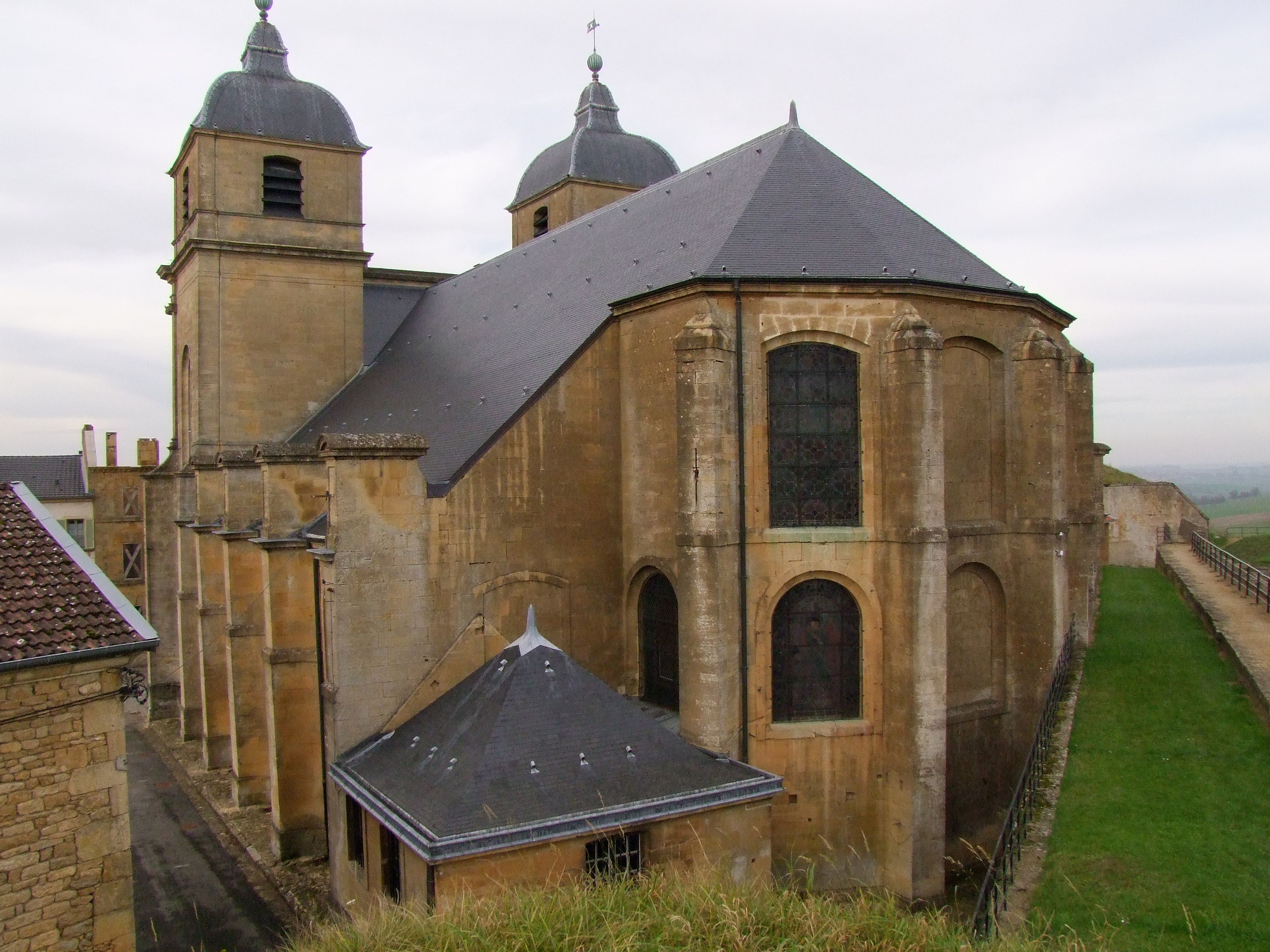
Chevet et sacristie.

De l'autre côté, dans la façade nord, se trouve la chapelle de Malandry. Cette pièce carrée est accolée à la troisième travée. On y accédait à l'origine par une porte percée dans la face ouest de la chapelle. Cet accès n'existe plus actuellement mais son emplacement est encore nettement visible. Dans le mur opposé, à l'est, était aménagée une ouverture, également obstruée aujourd'hui. La toiture est en pavillon et ce qui devait probablement être le cas aussi au XVIIIe siècle puisque la chapelle était une construction isolée avant d'être rattachée à l'église.

##### Chevet
Le chevet pentagonal est lui aussi muni de contreforts. Mais ceux-ci sont joints au mur par un angle droit. Les cinq pans inférieurs du chevet sont chacun percés d'une baie. Seuls le deuxième et le quatrième pan sont munis d'une baie dans le registre supérieur. Le pan central du chevet pose problème : les ouvertures sont bouchées mais les assises des pierres correspondent presque parfaitement avec les assises du mur. Il pourrait n'y avoir jamais eu de vitraux sur ce pan de mur mais on aurait quand même simulé une ouverture par souci d'homogénéité avec le reste du chevet.

#### Intérieur

##### Matériaux
Le gros-œuvre est construit dans le même matériau qu'à l'extérieur. Mais le calcaire lorrain est ici recouvert d'un enduit blanc. Les décors et moulures sont quant à eux rehaussés d'une polychromie jaune. Mais aucun document n'atteste que cette polychromie reflète celle d'origine.

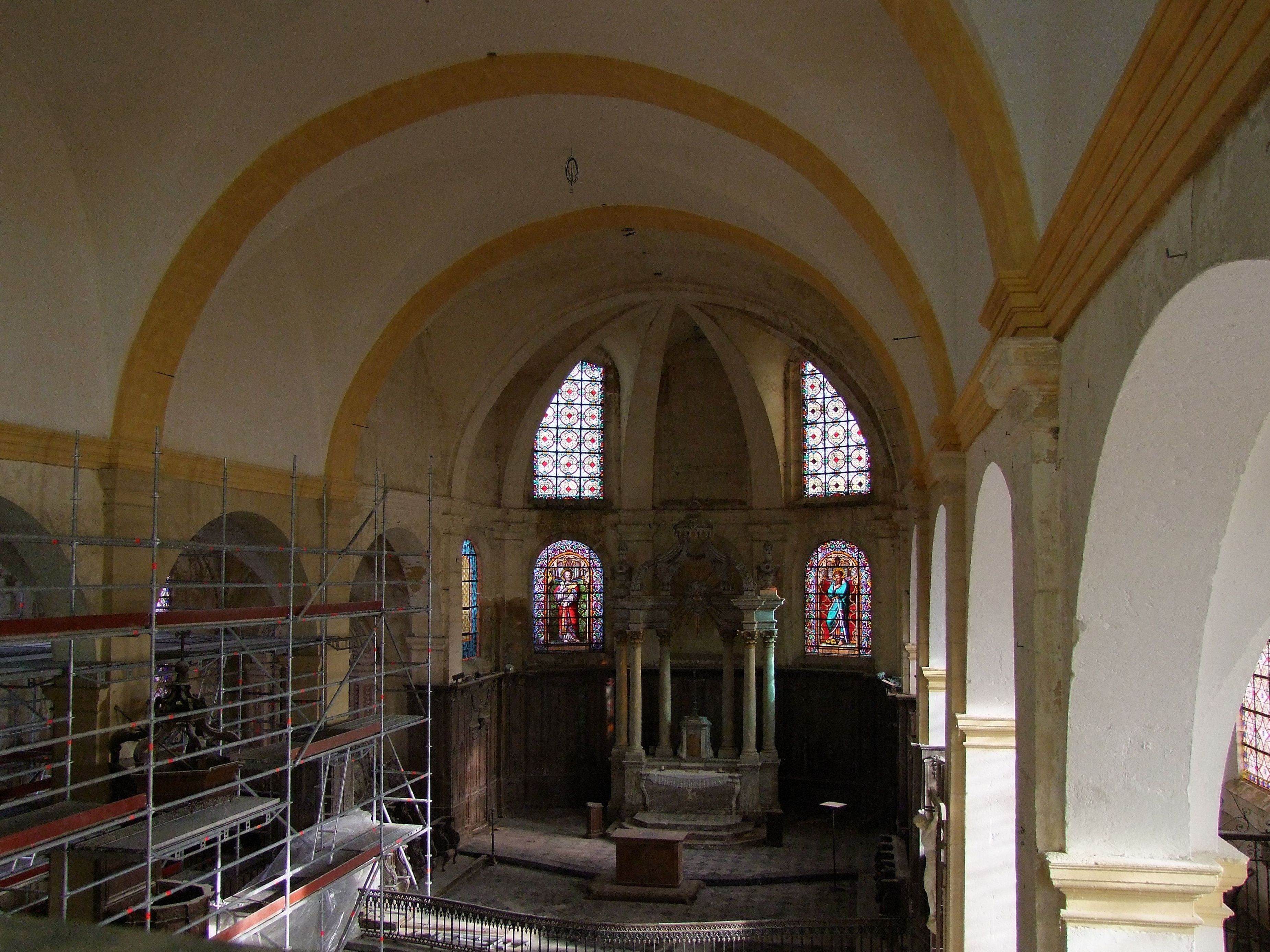
Nef et chœur.

##### Vaisseau principal
Les piliers cruciformes qui délimitent les travées sont formés d'un pilier carré et de quatre pilastres engagés aux chapiteaux toscans soulignés de jaune. Sur ces piliers reposent les grandes arcades qui, à leur base, sont reliés par un long bandeau mouluré souligné par une polychromie jaune.
Le jubé en bois s'étend sur toute la largeur de l'église, dans la première travée. Son profil curviligne est plus large dans le vaisseau principal que dans les collatéraux. La partie en surplomb est soutenue par deux piliers en bois dont la polychromie imite les nervures du marbre. Deux piliers semblables sont accolés au mur ouest, de part et d'autre du tambour central. Ces piliers sont juxtaposés à des piliers identiques à ceux qui se trouvent entre les baies.

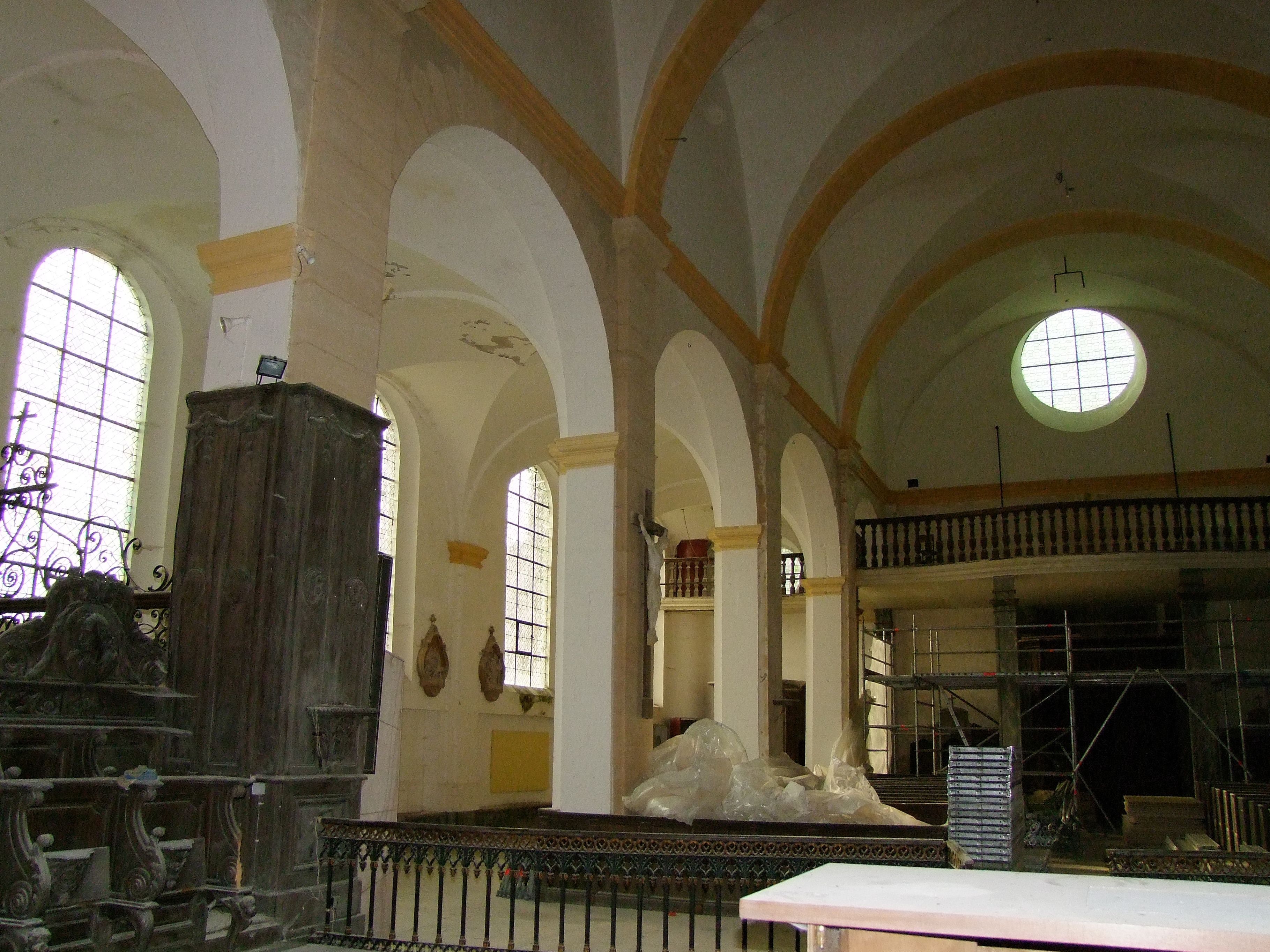
Nef et jubé.

Chaque travée est couverte par une voute d’arêtes sur plan barlong et délimitée par une arc doubleau. Les arcs formerets délimitent des parties pleines qui résultent de la différence de hauteur entre le vaisseau central et les collatéraux. Le vaisseau aveugle fait régner une certaine pénombre dans la nef.
Dans l'entièreté de la nef le sol est en pierre grise.

##### Collatéraux
Les murs extérieurs sont percés de grandes baies en plein cintre. Entre celles-ci, on retrouve des piliers engagés dans les murs, de même type que ceux de la façade. En dessous de chaque fenêtre est creusée une cavité rectangulaire dans le mur. Cela permet de faire ressortir une sorte de banquette en calcaire mise en évidence par une peinture noire appliquée sur un enduit. Les deux escaliers à vis, chacun positionnés dans l'angle extérieur de la première travée mènent aux tours.
Les collatéraux sont également couverts de voutes d’arêtes  mais les claveaux conservent ici la même polychromie blanche que l'entièreté des voutes. L'oculus zénithal, au centre de la voute de la première travée rappelle l'existence des deux tours et du massif occidental.  

##### Chœur

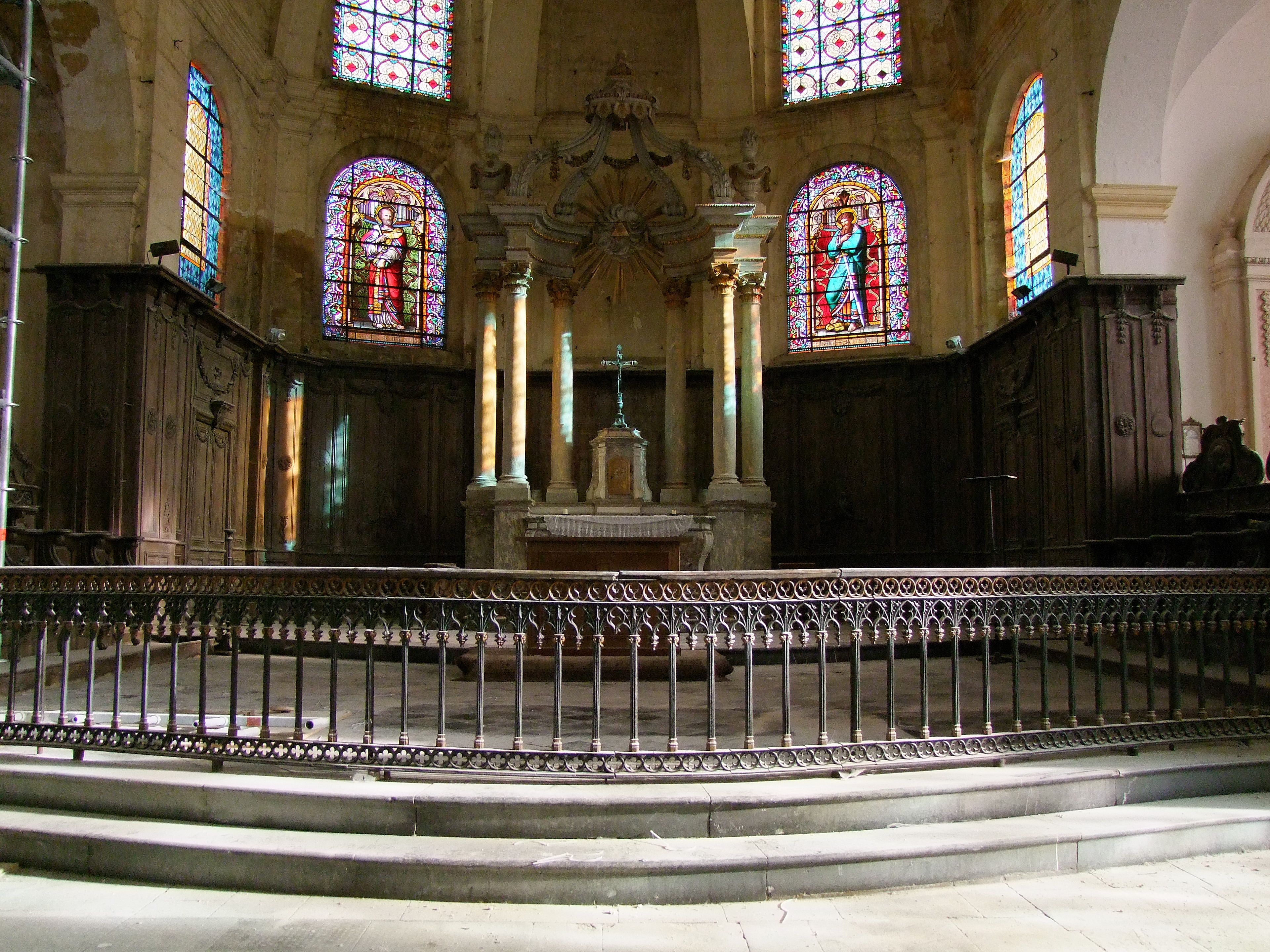
Chœur et lambris.

Le chœur sera ici considéré du point de vue de l'usage liturgique et non du point de vue architectural. Cette partie comprend donc la dernière travée et le chœur lui-même, à chevet pentagonal. Comme on l'a vu précédemment, celui-ci est muni de cinq baies, réparties sur les deux registres supérieurs. La lumière abondante que les vitraux donnent à cette partie de l'église, contraste avec la pénombre de la nef.
Le premier registre est entièrement recouvert par des lambris en chêne dont l'ornementation classique est assez variée (guirlandes de fruits et fleurs stylisées). Une porte donnant accès à la sacristie est ménagée dans la partie droite des lambris. En face, lui répond une fausse porte identique. Les panneaux sont couronnés d'une corniche très saillante, supportée par des consoles à volutes. Des lambris présentant les mêmes caractéristiques sont aussi présents sur les deux piliers précédant le chœur.
Au-dessus de ces lambris, entre chacun des cinq pans, s'élèvent les mêmes pilastres engagés que dans la nef, toujours surmontés du bandeau mouluré. De ces pilastres partent les nervures de la voûtes qui encadrent les baies.
Le dallage est constitué d'une alternance de dalles en marbre noir et en marbre gris, formant ainsi un dessin géométrique.

##### Chapelles et annexes

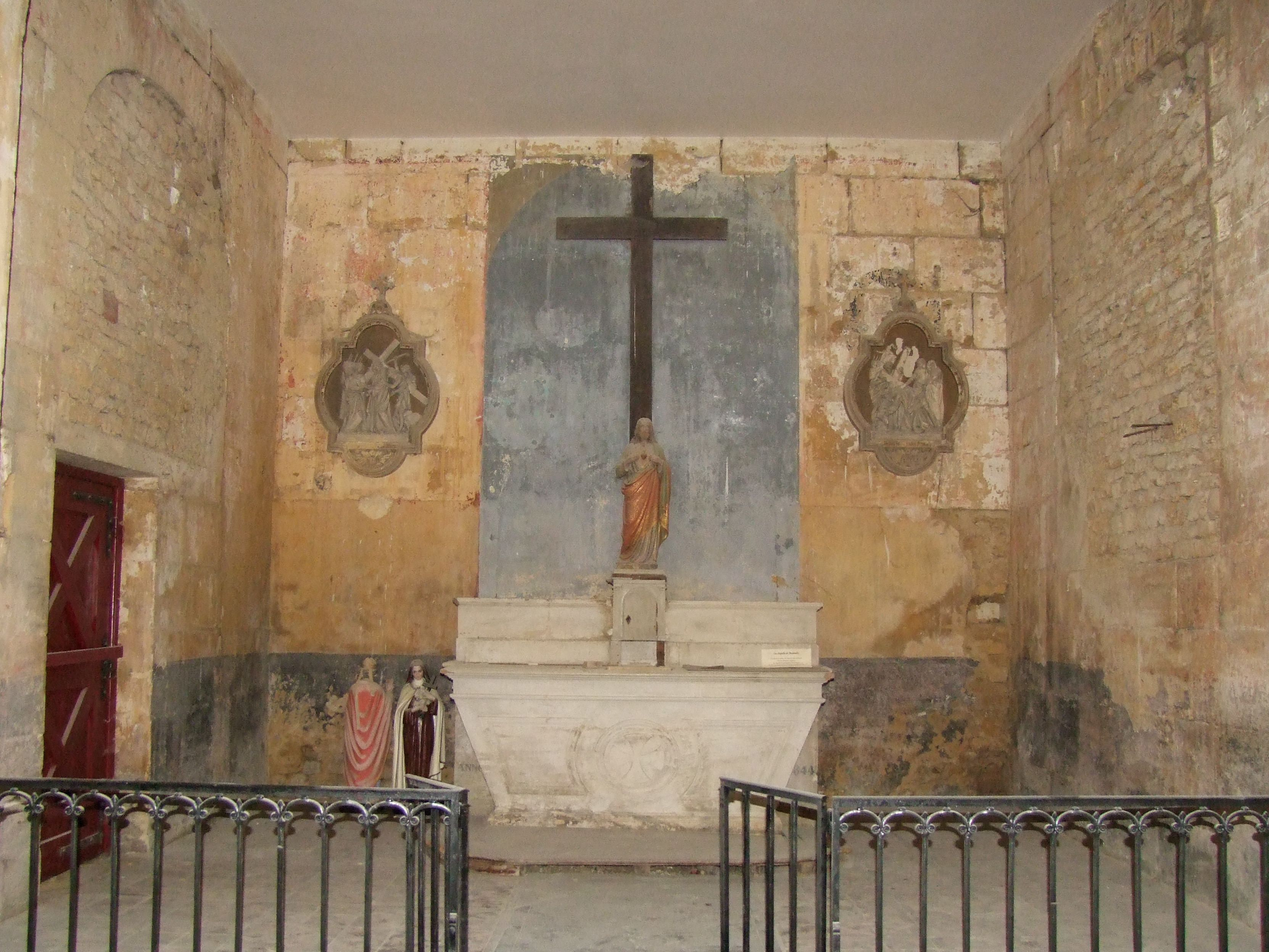
Chapelle de Malandry.

La chapelle de la Vierge, dans la dernière travée du collatéral sud, et la chapelle Saint-Martin, dans le collatéral nord, suivent les mêmes caractéristiques que le reste des bas-côtés puisqu'elles ne constituent pas de nouvelles pièces à part entière. Le dallage en terre cuite  n'est pas d'origine mais aucune information ne permet de dire de quoi il était constitué au XVIIIe siècle. Sur le devant de chacune des deux chapelles sont encastrées dans le sol deux pierres tombales en marbre noir.  
La chapelle de Malandry s'ouvre par une petite grille. Les deux ouvertures rebouchées sont tout aussi visibles qu'à l'extérieur. À en juger par les restes de polychromie, la chapelle devait être recouverte d'une peinture rouge. On devine, sur le pourtour de la fenêtre à droite, seize emplacements qui devaient accueillir les quartiers de la famille d'Allamont. Dans le sol, au centre de la chapelle, se trouve la pierre tombale de Jean IV d'Allamont. Le manque d'informations ne permet pas d'en dire davantage sur son état au XVIIIe siècle.
L'intérieur de la sacristie a sans doute été restauré lorsqu'on lui a donné un plafond en plâtre  à la fin du XXe siècle. De plus, aucun document ne décrit cette pièce. Il est donc impossible de dire à quoi elle ressemblait au XVIIIe siècle.

## Typologie
En observant l'intérieur de l'édifice on se rend compte qu'il ne s'agit pas d'une église-halle comme on pourrait le croire à l'extérieur en observant l'unique toiture. En effet, la définition stricte d'une église-halle pose comme première condition l'égalité des différents vaisseaux. Ce n'est visiblement pas le cas ici. Mais les historiens nuancent bien souvent le terme d'église-halle en lui conférant des sous-catégories. Une d'entre elles, la pseudo-halle, accepterait l'absence de fenêtres hautes dans le vaisseau axial. La notion de halle-basilique serait dans le cas de l'édifice Saint-Martin mieux appropriée car intermédiaire entre la basilique et l'église-halle.
Il a été démontré que ces structures particulières s'apparentant aux églises-halles sont assez fragiles. Cela explique en partie les nombreuses réparations et restaurations que l'église a endurées durant trois siècles. Les charpentes et la toiture ont été maintes fois consolidées mais ça n'a pas suffi : il a fallu recourir à un artifice qui ne changerait rien à la structure visible de l'édifice mais qui renforcerait la poussée des contreforts. L'architecte a donc eu l'ingénieuse idée de construire dans les combles ces arcs-boutants qui contrebutent davantage la poussée des voûtes. 

## Style
Aucun ouvrage décrivant l'église haute de Montmédy ne définit clairement son style. Cela s'explique très simplement : cet édifice est au confluent de différents styles et résulte de diverses influences.
Le style militaire apparait assez couramment dans les publications. Néanmoins, les auteurs sont loin d’être d'accord sur ce point. Alors que l'ouvrage de Cady et Toussaint affirme nettement qu'il s'agit d'une église de type garnison militaire, Delangle réfute cette nomination. Ce qui semblerait le plus juste serait de nuancer, comme le font Pierlot et Hance, Sesmat, et Errard : l'aspect militaire du bâtiment lui vient de son emplacement, au chœur des murailles de Vauban.
L'article de Pierlot et Hance est le seul à prendre clairement position par rapport au style. Il parle d'architecture Louis XIV.
Au contraire, Errard avance que l'église n'a pas de style architectural bien défini.
L'influence espagnole, notamment dans la toiture à l'impériale des deux tours revient à plusieurs reprises.
Enfin, en ce qui concerne les décors, Cady et Toussaint caractérisent les ornements de la façade d'ornementation de style Louis XV.